# Duncan J. McNabb

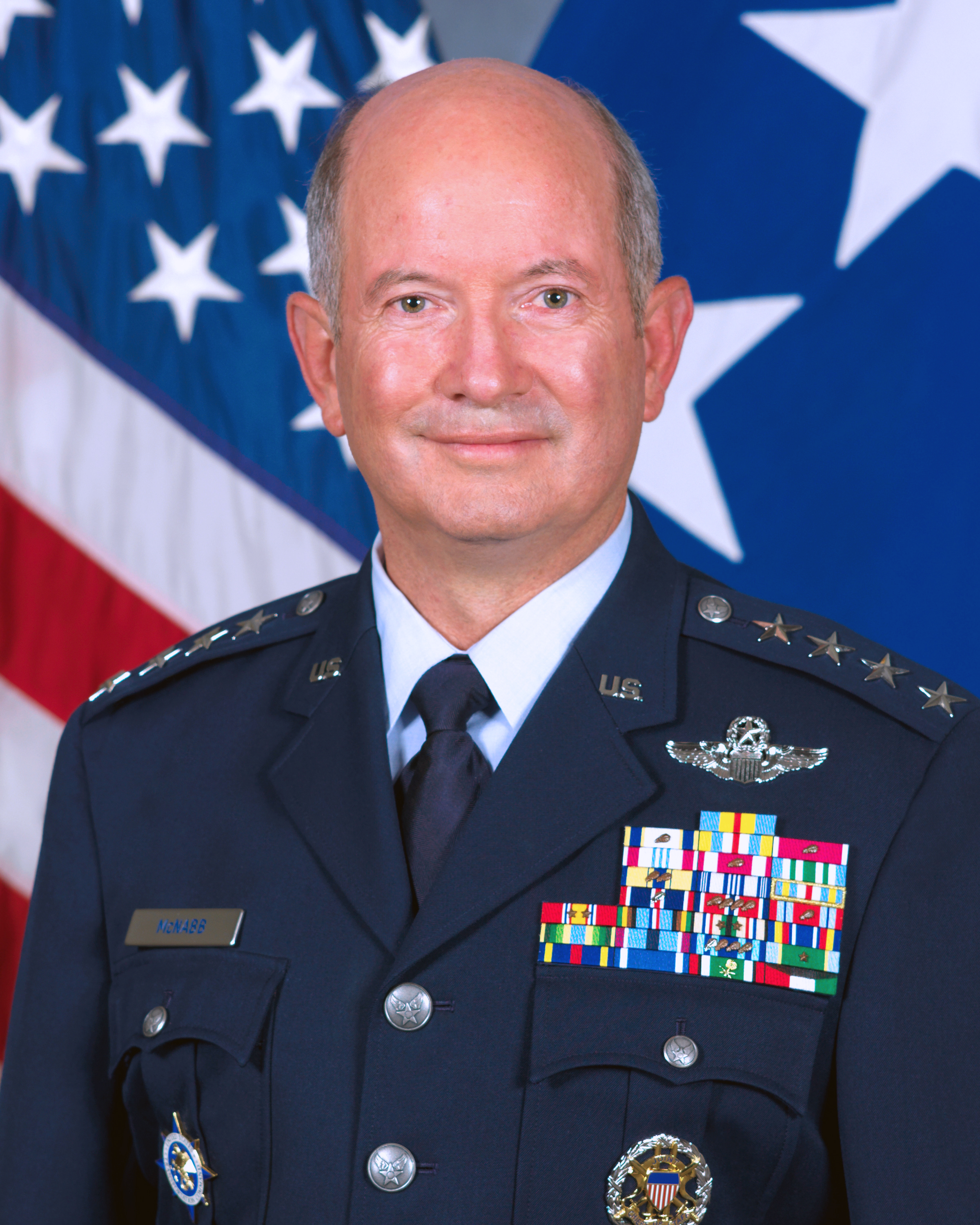
Duncan McNabb (2008)

Duncan J. McNabb (* 8. August 1952 in Shaw Field, South Carolina) ist ein US-amerikanischer Militärpilot und ehemaliger General der United States Air Force (USAF). McNabb war zuletzt vom 5. September 2008 bis zum 17. Oktober 2011 Oberbefehlshaber des U.S. Transportation Command (USTRANSCOM), einem teilstreitkraftübergreifenden Funktionalkommando der Streitkräfte der Vereinigten Staaten mit Sitz auf der Scott Air Force Base, Illinois.
Zuvor stand er von Oktober 2005 bis September 2007 als Befehlshaber des Air Mobility Command (AMC) einem der Hauptkommandos der USAF vor und diente zwischen September 2007 und September 2008 als stellvertretender Generalstabschef seiner Teilstreitkraft.
McNabb trat zum 1. Dezember 2011 in den Ruhestand.

## Ausbildung und Karriere
McNabb schloss 1974 ein Studium an der US Air Force Academy mit einem Bachelor of Science ab und erhielt sein Offizierspatent im Juni desselben Jahres.
Als Pilot kam McNabb während seiner Laufbahn auf über 5400 Flugstunden, unter anderen auf den Mustern T-37, T-38, C-141, C-17 und C-21. Seine weitere Ausbildung umfasst neben zahlreichen Lehrgängen und Fortbildungen auch einen Masterabschluss in Internationalen Beziehungen (University of Southern California, 1984).

## Dienst im Generalsrang

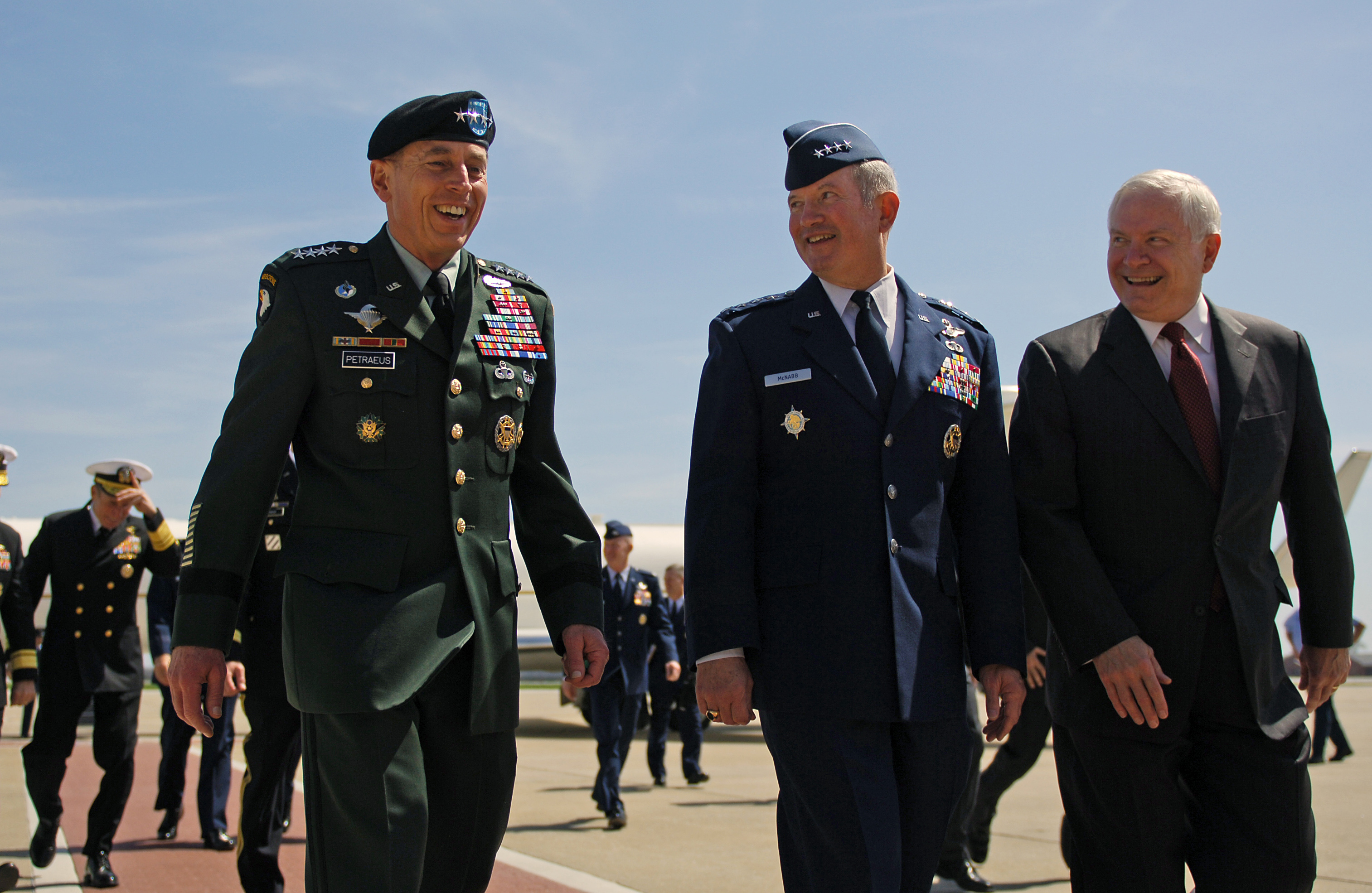
McNabb (Mitte) als Oberbefehlshaber USTRANSCOM mit General David Petraeus (Oberbefehlshaber US Central Command, links) und US-Verteidigungsminister Robert Gates auf der Scott Air Force Base, April 2010

Von August 1997 an kommandierte McNabb das Tanker Airlift Control Center des Air Mobility Command auf der Scott Air Force Base und wurde in dieser Dienststellung im Juli 1998 zum Brigadegeneral befördert. 1999 folgte eine Versetzung ins Hauptquartier der USAF, Washington, D.C., zunächst als stellvertretender, ab Dezember '99 als ausführender Director of Programs, von Februar 2001 an im Range eines Generalmajors. Als solcher diente McNabb im Stab des stellvertretenden Chief of Staff for Plans and Programs, eine Position, in die er im April 2002 unter Beförderung zum Generalleutnant selbst aufrückte und die folgenden zwei Jahre ausfüllte.
Nach einer gut einjährigen Verwendung als Director for Logistics im Vereinigten Generalstab nominierte US-Präsident George W. Bush McNabb am 13. Juli 2005 für die Nachfolge von John W. Handy als Befehlshaber des Air Mobility Command; McNabb übernahm das Kommando im Oktober desselben Jahres und wurde im Dezember schließlich zum General befördert.
Ab September 2007 diente McNabb ein Jahr lang als stellvertretender Generalstabschef der Air Force, bevor er im September 2008 den Oberbefehl über das USTRANSCOM übernahm, den er bis zum Eintritt in den Ruhestand innehatte.
Zum 1. Dezember 2011 schied McNabb aus dem aktiven Dienst aus und arbeitet seither für verschiedene Stiftungen und Wirtschaftsunternehmen, unter anderem für die Unternehmensberatung A.T. Kearney. Sein Nachfolger am USTRANSCOM wurde General William M. Fraser III.

## Beförderungen
| Rang               | Datum            |
| ------------------ | ---------------- |
| Second Lieutenant  | 5. Juni 1974     |
| First Lieutenant   | 5. Juni 1976     |
| Captain            | 5. Juni 1978     |
| Major              | 1. Oktober 1985  |
| Lieutenant Colonel | 1. Juni 1989     |
| Colonel            | 1. Januar 1993   |
| Brigadier General  | 27. Juli 1998    |
| Major General      | 26. Februar 2001 |
| Lieutenant General | 19. April 2002   |
| General            | 1. Dezember 2005 |

## Abzeichen und Auszeichnungen
- US Air Force Command Pilot Badge
- US Air Force Master Navigator Badge
- Basic Parachutist Badge
- United States Transportation Command
- Office of the Joint Chiefs of Staff Identification Badge

Auswahl der Dekorationen, sortiert in Anlehnung an die Order of Precedence of Military Awards:
- Defense Distinguished Service Medal mit bronzenem Eichenlaub
- Air Force Distinguished Service Medal mit bronzenem Eichenlaub
- Defense Superior Service Medal
- Legion of Merit mit Eichenlaub
- Defense Meritorious Service Medal
- Meritorious Service Medal mit bronzenem Eichenlaub
- Joint Service Commendation Medal
- Air Force Outstanding Unit Award
- Air Force Organizational Excellence Award
- Air Force Commendation Medal mit zweifachem bronzenen Eichenlaub
- Air Force Achievement Medal
- Joint Meritorious Unit Award
- Combat Readiness Medal mit bronzenem Eichenlaub
- National Defense Service Medal mit zwei bronzenen Service Stars
- Armed Forces Expeditionary Medal
- Southwest Asia Service Medal mit zwei bronzenen Service Stars
- Global War on Terrorism Service Medal
- Armed Forces Service Medal
- Humanitarian Service Medal
- Air Force Longevity Service Award mit silbernem und dreifachem bronzenen Eichenlaub
- Air Force Small Arms Expert Marksmanship Ribbon mit bronzenem Service Star
- Air Force Training Ribbon
- NATO-Medaille für den Einsatz in Jugoslawien
- Kuwait Liberation Medal (Saudi-Arabien)
- Kuwait Liberation Medal (Kuwait)